# Maracay
Maracay è una città del Venezuela capitale dello Stato Aragua e capoluogo del municipio Girardot. La città è situata in una vallata a 445 metri d'altezza nel centro di una catena montuosa costiera (Cordigliera della Costa) e a poco più di 20 km in linea d'aria dal mare. La sua distanza da Caracas, capitale del Venezuela, è di 123 km.

## Clima
Il clima di Maracay è tropicale con temperature elevate (le medie annue si aggirano intorno ai 24-25 °C) ma non torride e con scarse variazioni termiche stagionali. Le precipitazioni, generalmente concentrate fra maggio ed ottobre, raggiungono i 900–1000 mm su base annua.

## Storia e descrizione
Fondata ufficialmente nel 1701, prese probabilmente il nome dal cacicco omonimo, capo della tribù degli indiani tacariguas che occupavano all'epoca la regione. Secondo un'altra teoria, il nome deriverebbe dal termine indio Maracaya (giaguaro). La città fu di fatto capitale del Venezuela fra il 1908 e il 1935, durante la dittatura del generale Juan Vicente Gómez, che aveva stabilito a Maracay il proprio quartier generale e la propria residenza.
La sua popolazione era nel 2011 di 401 294 abitanti, numero che raddoppiava (955.000) se si prende in considerazione tutta l'area metropolitana comprensiva, oltre che del municipio Girardot di cui Maracay è capoluogo, anche di quelli di Mario Briceño Yragorry, Francisco Linares Alcántara, José Angel Lamas, Santiago Mariño, Sucre, Libertador e Bolívar. Nuclei urbani importanti come Cagua, Turmero e Palo Negro, sedi dei rispettivi municipi, sono stati completamente inglobati da Maracay.
Viene denominata la Città giardino perché vi hanno sede le facoltà di botanica e di agraria e quella di veterinaria della principale università del paese (UCV, Universidad Central de Venezuela) con i suoi estesi campi e giardini. Nelle sue immediate vicinanze, a Palo Negro, si trova il principale aeroporto militare del Venezuela, importante scuola di addestramento dell'aeronautica militare.
La cultura è un aspetto importante di Maracay: vi si trovano un teatro dell'opera e un teatro di prosa, una fra le più importanti biblioteche del Venezuela e numerosi musei fra cui il Museo de Armas, il Museo Aeronautico, il Museo Antropologico, il Museo d'Arte Contemporanea e il Museo Mario Abreu. La cattedrale barocca, dedicata a San Giuseppe, fu completata nel 1701.
Maracay è la città dell'entroterra con il maggior numero di musei, con il maggior numero di sorgenti d'acqua e con la torre più alta (Torre Sindoni). Vi ha sede la Zecca (Casa de la Moneda), l'unica del Sudamerica. L'accesso principale alla città è tramite l'Autostrada Regionale del Centro.
Fra Maracay e la costa si estende il Parco nazionale Henri Pittier, uno dei più vasti e suggestivi del Venezuela, a cavallo tra gli stati di Aragua e di Carabobo, che con le sue selve, montagne scoscese e spiagge attira turisti da ogni parte del paese.

## Amministrazione

### Gemellaggi
La città è gemellata con:
- Iževsk, dal 2006